# Gordon Mumma
Gordon Mumma (* 30. März 1935 in Framingham, Massachusetts) ist ein zeitgenössischer US-amerikanischer Komponist.

## Leben
Gordon Mumma studierte Klavier und Horn in Chicago und Detroit. Er begann seine Laufbahn als Hornist.
Zusammen mit Robert Ashley gründete er das Cooperative Studio for Electronic Music in Ann Arbor. Von 1966 bis 1974 arbeitete er mit John Cage und David Tudor als Komponist und Musiker für die Merce Cunningham Dance Company. Zudem war er gemeinsam mit Ashley, Alvin Lucier und David Behrman 1966 Gründungsmitglied der Sonic Arts Union, einer Gruppe, die mit experimenteller Musik durch die USA und Europa tourte. Für die Expo ’70 in Osaka entwickelte er mit David Tudor ein System zur Live-Performance von elektronischer Musik, 1972 feierte er zusammen mit John Cage und Merce Cunningham große Erfolge beim Schiras-Kunstfestival im Iran.
Er unterrichtete u. a. an der University of Illinois und bei den Darmstädter Ferienkursen für Neue Musik, von 1975 bis 1994 war er Professor für Musik an der University of California, Santa Cruz.
Gordon Mumma ist vor allem für seine Kompositionen im Bereich der Elektronischen und Elektroakustischen Musik bekannt geworden, ab 2000 schrieb er in erster Linie Musik für Soloinstrumente und Kammermusik.
Im Jahr 2000 erhielt er den John Cage Award der Foundation for Contemporary Performance Arts, 2019 wurde er mit dem SEAMUS Award der Society for Electro-Acoustic Music in the United States (SEAMUS) ausgezeichnet.

## Filme
- 1975: Music with Roots in the Aether: Opera for Television. Tape 4: Gordon Mumma. Produktion und Regie Robert Ashley. New York: Lovely Music.[6]